# 370 Modestia
Modestia (asteroide 370) é um asteroide da cintura principal, a 2,1134937 UA. Possui uma excentricidade de 0,090724 e um período orbital de 1 294,33 dias (3,55 anos).
Modestia tem uma velocidade orbital média de 19,53620135 km/s e uma inclinação de 7,87135º.
Esse asteroide foi descoberto em 14 de Julho de 1893 por Auguste Charlois.